# Slaget vid Kokonsaari
Slaget vid Kokonsaari var ett slag under det finska kriget 1808-09.
Vid slaget om Kokonsaari intog major Otto von Fieandt under 1808 års fälttåg en ny ställning med omkring 1 100 man, sedan han efter striden vid Lintulaks (3 juli) tvingats vika undan med sin styrka som var ämnad att hälla förbindelsen mellan Klingspors och Sandels härar. Den 11 juli 1808 drabbade man samman med omkring 3 100 ryska soldater, under Jankovitj, med den utgång, att Fieandt måste fortsätta reträtten.